# Manfred Ugalde
Manfred Alonso Ugalde Arce (Heredia, 25 mei 2002), beter bekend als Manfred Ugalde is een Costa Ricaans voetballer die doorgaans als aanvaller speelt. Hij maakte in januari 2024 de overstap van FC Twente naar Spartak Moskou. Ugalde debuteerde in 2020 in het Costa Ricaans voetbaleftal.

## Clubcarrière

### Deportivo Saprissa
Ugalde, die uit een gezin van zeven kinderen komt, is een jeugdproduct van Deportivo Saprissa. In zijn eerste volledige seizoen in het eerste elftal van de club scoorde hij zestien keer in alle competities. Naast de Torneo Clausura (tweede helft van het seizoen) won Ugalde dat jaar ook de CONCACAF League 2019 met Saprissa. Na afloop van laatstgenoemd toernooi werd Ugalde uitgeroepen tot beste jonge speler.

### Lommel SK
In juli 2020 ondertekende hij een vijfjarig contract bij de City Football Group, dat hem stalde bij het Belgische Lommel SK. Ook Club Brugge had belangstelling voor Ugalde. Op 30 augustus 2020 scoorde hij tegen Club NXT zijn eerste doelpunt voor Lommel, nadat hij in de 63e minuut was ingevallen voor Bautista Cejas. Op de zeventiende competitiespeeldag scoorde Ugalde tegen KMSK Deinze driemaal met het hoofd. De Costa Ricaan scoorde in het seizoen 2020/21 uiteindelijk elf doelpunten in 22 wedstrijden in Eerste klasse B.

### FC Twente
In seizoen 2021/22 wordt Ugalde verhuurd aan FC Twente, dat uitkomt in de Nederlandse Eredivisie. Op de achtste competitiespeeldag scoorde Ugalde zijn eerste doelpunt voor Twente: de Costa Ricaan viel tegen FC Groningen in de 69e minuut in en legde vijf minuten later de 1-1-eindscore vast. Op 15 december 2021 bezorgde hij zijn club de bekerkwalificatie door in de verlengingen de 2-1-eindstand vast te leggen tegen Feyenoord. In zijn eerste seizoen kwam, voornamelijk als invaller, tot vier goals en twee assists. Dat was voor Twente genoeg om hem nog een jaar te huren. In zijn tweede jaar in Nederland werd hij zeker in de tweede seizoenshelft steeds vaker basisspeler. Op 11 en 19 maart 2023 scoorde Ugalde twee keer in twee opeenvolgende competitiewedstrijden tegen Fortuna Sittard en AZ. Mede daardoor scoorde hij dat seizoen negen doelpunten.
Het geld dat Twente binnenkreeg door de transfers van Václav Černý en Ramiz Zerrouki naar respectievelijk VfL Wolfsburg en Feyenoord gebruikte de club deels om Ugalde definitief over te nemen van de City Group. De transfersom bedroeg vier miljoen euro. Hij was meteen eerste spits en scoorde negen doelpunten in alle competities in de eerste seizoenshelft. In tweeënhalf jaar kwam Ugalde tot 84 wedstrijden, waarin hij goed was voor 22 goals en dertien assists. 

### Spartak Moskou
Eind januari 2024 toonde Spartak Moskou interesse in Ugalde, die op de een-na-laatste dag van de transferperiode voor een bedrag van 13 miljoen euro naar Rusland vertrok. Hij tekende een contract tot de zomer van 2028 en ging met rugnummer 9 spelen.

## Clubstatistieken
| Seizoen         | Club               | Competitie       | Competitie | Competitie | Beker | Beker | Internat. | Internat. | Overig | Overig | Totaal | Totaal |
| Seizoen         | Club               | Competitie       | Wed.       | Dlp.       | Wed.  | Dlp.  | Wed.      | Dlp.      | Wed.   | Dlp.   | Wed.   | Dlp.   |
| --------------- | ------------------ | ---------------- | ---------- | ---------- | ----- | ----- | --------- | --------- | ------ | ------ | ------ | ------ |
| 2018/19         | Deportivo Saprissa | Primera División | 7          | 1          | 0     | 0     | 0         | 0         | 0      | 0      | 7      | 1      |
| 2019/20         | Deportivo Saprissa | Primera División | 35         | 12         | 0     | 0     | 10        | 4         | 0      | 0      | 45     | 16     |
| 2020/21         | Lommel SK          | Eerste klasse B  | 22         | 11         | 1     | 0     | —         | —         | 0      | 0      | 23     | 11     |
| 2021/22         | → FC Twente        | Eredivisie       | 25         | 3          | 3     | 1     | —         | —         | 0      | 0      | 28     | 4      |
| 2022/23         | → FC Twente        | Eredivisie       | 24         | 8          | 2     | 0     | 1         | 0         | 4      | 1      | 31     | 9      |
| 2023/24         | FC Twente          | Eredivisie       | 18         | 7          | 1     | 1     | 6         | 1         | 0      | 0      | 25     | 9      |
| 2023/24         | Spartak Moskou     | Premjer-Liga     | 12         | 0          | 4     | 1     | 0         | 0         | 0      | 0      | 16     | 1      |
| 2024/25         | Spartak Moskou     | Premjer-Liga     | 29         | 17         | 7     | 1     | 0         | 0         | 0      | 0      | 36     | 18     |
| 2025/26         | Spartak Moskou     | Premjer-Liga     | 4          | 0          | 1     | 0     | 0         | 0         | 0      | 0      | 5      | 0      |
| Carrière totaal | Carrière totaal    | Carrière totaal  | 176        | 59         | 19    | 4     | 17        | 5         | 4      | 1      | 216    | 69     |

Bijgewerkt t/m 16 augustus 2025.

## Interlandcarrière
Ugalde maakte op 1 februari 2020 zijn debuut voor Costa Rica tijdens een vriendschappelijke interland tegen de Verenigde Staten. Hij viel in de 78e minuut in voor Marco Ureña. Een jaar later trachtte hij zich met de Costa Ricaanse U23 te kwalificeren voor de Olympische Zomerspelen 2020, maar Costa Rica slaagde er in het olympisch kwalificatietoernooi niet in om zich te plaatsen. Ugalde scoorde in de laatste groepswedstrijd wel tegen de Dominicaanse Republiek. Ugalde moest in datzelfde jaar 2021 passen voor de Gold Cup 2021 met het eerste elftal, nadat hij in zijn laatste wedstrijd voor Lommel een blessure opliep.
In september 2021 liet Ugalde via zijn Instagramaccount weten dat hij niet meer voor de nationale ploeg wilde uitkomen zolang Luis Fernando Suárez bondscoach is. De aanvaller verklaarde het vertrouwen van de bondscoach te missen, nadat die had laten ontvallen dat Ugalde fysiek nog niet in staat is op te boksen tegen grote tegenstanders.
| Interlands van Manfred Ugalde     | Interlands van Manfred Ugalde     | Interlands van Manfred Ugalde     | Interlands van Manfred Ugalde     | Interlands van Manfred Ugalde     | Interlands van Manfred Ugalde     | Interlands van Manfred Ugalde     |
| No.                               | Datum                             | Wedstrijd                         | Uitslag                           | Soort wedstrijd                   | Doelpunten                        |                                   |
| Als speler bij Deportivo Saprissa | Als speler bij Deportivo Saprissa | Als speler bij Deportivo Saprissa | Als speler bij Deportivo Saprissa | Als speler bij Deportivo Saprissa | Als speler bij Deportivo Saprissa | Als speler bij Deportivo Saprissa |
| --------------------------------- | --------------------------------- | --------------------------------- | --------------------------------- | --------------------------------- | --------------------------------- | --------------------------------- |
| 1.                                | 1 februari 2020                   | Verenigde Staten – Costa Rica     | 1 – 0                             | Vriendschappelijk                 | -                                 |                                   |
| 2.                                | 2 september 2021                  | Panama – Costa Rica               | 0 – 0                             | Kwalificatie WK 2022              | -                                 |                                   |
| Totaal                            | Totaal                            | Totaal                            | Totaal                            | Totaal                            | 0                                 |                                   |

Bijgewerkt tot 17 januari 2022

## Erelijst
| Competitie                             | Aantal             | Jaren                |
| Deportivo Saprissa                     | Deportivo Saprissa | Deportivo Saprissa   |
| -------------------------------------- | ------------------ | -------------------- |
| CONCACAF League                        | 1x                 | 2019                 |
| Liga Costarricense de Primera División | 1x                 | Torneo Clausura 2020 |

| Individuele prijzen                | Aantal | Jaren      |
| ---------------------------------- | ------ | ---------- |
| Beste Jonge Speler CONCACAF League | 1x     | 2019       |
| FC Twente                          |        |            |
| Johan Cruijff Talent van de Maand  | 1x     | maart 2023 |